# Battaglia di Crimea
La battaglia di Crimea è stato il conflitto avvenuto tra l'autunno del 1941 e l'estate del 1942 tra le truppe dell'Asse e le truppe sovietiche per il predominio sulla penisola di Crimea e per il controllo dello Stretto di Kerč', una delle vie di accesso al Caucaso. Essa si svolse in due fasi: la prima, durante l'operazione Barbarossa, che consentì l'occupazione della penisola da parte delle truppe dell'11ª armata tedesca, affiancata da ingenti forze rumene; la seconda, durante l'operazione Blu, che sostanzialmente coincise con l'assedio e la finale conquista (3 luglio 1942) di Sebastopoli, coriacea "fortezza" sovietica.

## Il piano di attacco
Il 12 settembre 1941, esattamente una settimana prima che la 6ª Armata occupasse Kiev, il generale Erich von Manstein, fino a quel momento al comando del LVI corpo d'armata sul fronte di Leningrado, sostituì al comando dell'11ª armata di fanteria il generale Eugen Ritter von Schobert, perito precipitando con il suo aereo da ricognizione; l'11ª Armata era l'unica grande unità del fronte sud che non aveva preso parte alla battaglia di Kiev, essendo stata destinata, insieme alla 3ª ed alla 4ª Armata rumena, alla conquista della Crimea; il suo compito sarebbe stato quello di avanzare con alcune unità all'interno della penisola mentre il grosso delle truppe si sarebbe diretto verso il fondamentale nodo stradale e ferroviario di Rostov, percorrendo la linea costiera del Mar d'Azov.
La conquista della Crimea presentava tuttavia due importanti problematiche: la prima era quella legata agli ostacoli naturali che si frapponevano all'ingresso delle truppe nella penisola, la Crimea infatti è separata dalla terraferma dal “Sivaš”, una palude salmastra assolutamente intransitabile, tanto dai mezzi cingolati quanto dalla fanteria, con un'unica possibile via di accesso rappresentata dall'Istmo di Perekop, largo circa 7 chilometri, mentre la seconda era rappresentata dall'insufficiente numero di truppe per realizzare entrambi gli obiettivi, unita all'assenza di divisioni corazzate tra i ranghi dell'11ª Armata.

## L'avanzata in Ucraina e la conquista di Odessa

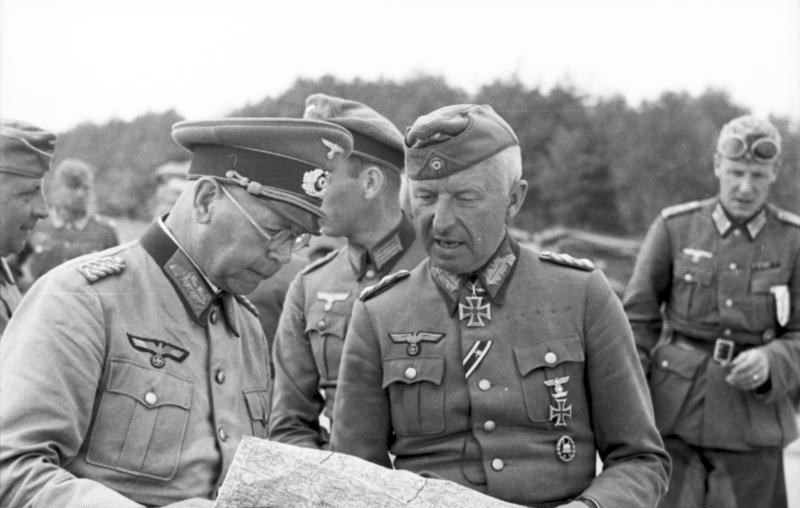
Il generale Erich von Manstein (a destra), comandante del 56º Panzerkorps del Gruppo d'armate Nord, al quale fu affidato il comando dell'11ª armata per la conquista della Crimea

L'attacco iniziò il 12 settembre, seguendo le direttive originali del generale von Schobert; reparti avanzati del XXX corpo d'armata, comandato dal generale Hans von Salmuth, e del LIV corpo d'armata, comandato dal generale Erik Hansen, avanzarono a est di Berislav, in direzione dell'istmo di Perekop nel tentativo di forzarlo per fare spazio al grosso delle truppe che seguiva; tali reparti erano preceduti dagli esploratori, guidati dallo Sturmbannführer Kurt Meyer, della divisione SS Leibstandarte, comandata dal Gruppenführer Josef "Sepp" Dietrich.

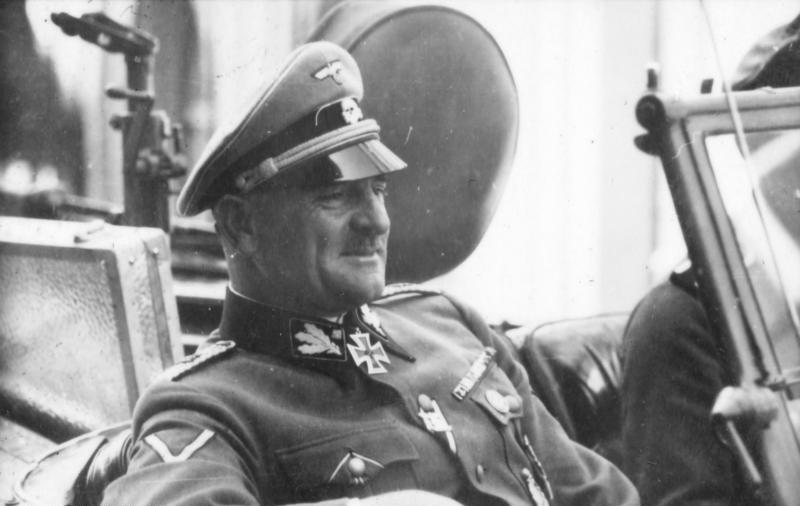
Josef "Sepp" Dietrich, comandante della divisione SS Leibstandarte, in una foto del 1940 durante la campagna di Francia

I reparti si fecero strada attraverso la steppa dei Nogaj ed il terreno sarebbe stato adatto al movimento delle truppe corazzate ma, ad eccezione dei mezzi blindati per il trasporto delle truppe, essi ne erano privi; la resistenza sovietica fu molto intensa dato che il dispositivo difensivo era stato preparato in profondità sfruttando al massimo le difese naturali che il territorio era in grado di offrire, tanto che il generale von Manstein fu indotto ad abbandonare momentaneamente l'idea di avanzare anche verso Rostov per concentrare le sue forze ai fini della conquista della sola Crimea.
Il nuovo piano consisteva nello sfondamento delle difese sull'Istmo di Perekop a seguito del quale le forze si sarebbero suddivise per dirigersi a sud ovest verso Sebastopoli ed a est verso Kerč' mentre in riserva attendeva il corpo d'armata di montagna, comandato dal generale Josef Kübler, con lo scopo, una volta iniziato l'avanzamento nella penisola, di superare le alture dei monti Jaila e di dirigersi verso il Kuban' al fine di spianare la strada per la penetrazione nel Caucaso; il fronte, difeso dalla 51ª Armata sovietica, fu superato il 27 settembre ma non vi fu lo sfondamento auspicato dai tedeschi in quanto le truppe sovietiche contrattaccarono da est, facendo indietreggiare la 3ª armata rumena, comandata dal generale Dimitrescu, che era a presidio del fianco sinistro dello schieramento tedesco.

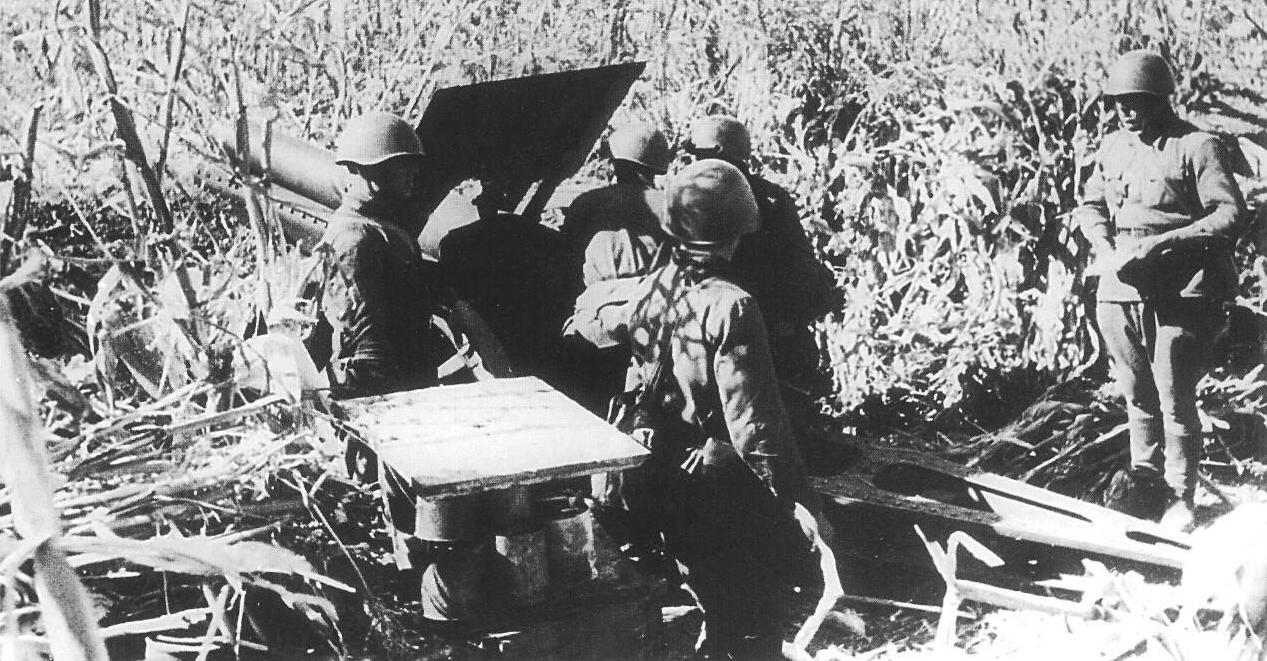
Batteria sovietica nel settore di Odessa

Questo evento obbligò von Manstein a radunare precipitosamente delle forze per evitare il pericolo di uno sfondamento da parte della 9ª e della 18ª armata sovietiche che avanzavano verso ovest ed in suo soccorso giunse da nord il I gruppo corazzato, comandato dal generale Paul Ludwig Ewald von Kleist, al quale erano stati aggregati i primi reparti del CSIR, comandati dal generale Giovanni Messe, giunti in Unione Sovietica; il I Gruppo corazzato, attaccando sul fianco destro le due armate sovietiche in direzione di Berdjans'k, chiuse in una sacca il grosso della 18ª Armata e, nella battaglia che seguì tra il 5 ed il 10 ottobre, i tedeschi ristabilirono il fronte facendo oltre 65 000 prigionieri. Il pericolo corso tuttavia indusse l'OKH ad affidare all'11ª Armata il solo compito di conquistare la Crimea mentre l'avanzata verso Rostov sarebbe stata compiuta dal I gruppo corazzato e dalla 17ª Armata.
Il 16 ottobre l'Alto comando sovietico dette l'ordine di evacuazione della città di Odessa, accerchiata dall'inizio di agosto dalla 4ª Armata rumena, comandata dal generale Nicolae Ciupercă, e la città ucraina, tra il 16 ed il 28 ottobre, dovette sopportare una feroce aggressione da parte delle truppe tedesche e rumene ai danni della popolazione ebraica: l'eccidio, noto come massacro d'Odessa, provocò alcune decine di migliaia di morti. Il 17 ottobre fu dato l'ordine di avanzata al LIV Corpo d'armata, ma il dispositivo difensivo sovietico costrinse i tedeschi ad avanzare molto lentamente e solo il 25 ottobre esso riuscì ad infrangerlo.

## L'invasione della penisola

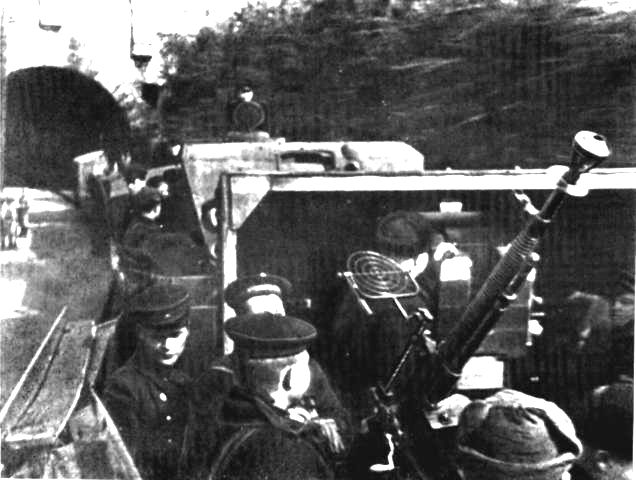
Postazione contraerea sovietica nella fortezza di Sebastopoli

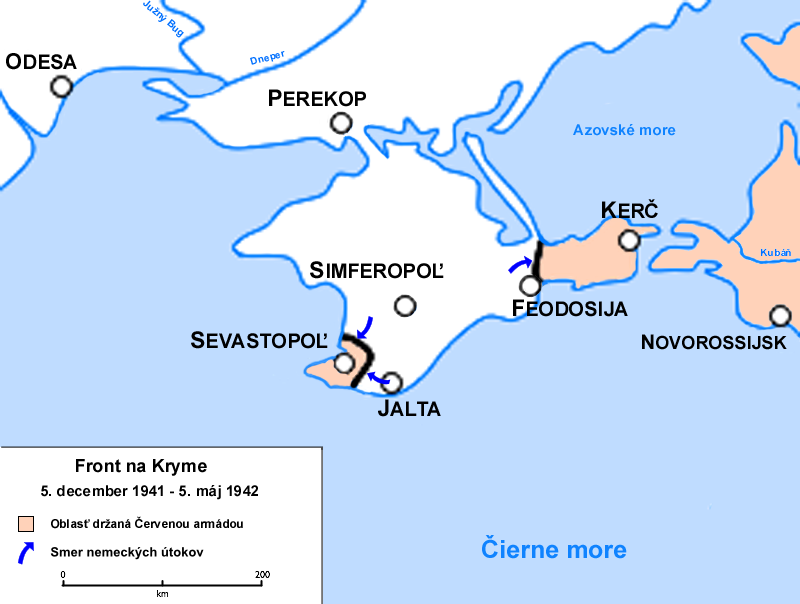
La situazione in Crimea alla fine di dicembre 1941

Il 28 ottobre tre corpi d'armata tedeschi irruppero nella penisola: il XXX ed il LIV si diressero verso Sebastopoli mentre il XLII Corpo d'armata, comandato dal generale Hans Emil Otto Graf von Sponeck, fino a quel momento al comando della 22ª Divisione di fanteria, che aveva accorpato, oltre alla 22ª Divisione, anche la 72ª Divisione di fanteria, comandata dal generale Franz Mattenklott e la 46ª Divisione di fanteria, comandata dal generale Himer, si diresse verso Parpach in direzione di Kerč che furono conquistate, rispettivamente il 3 ed il 15 novembre, dalla 170ª Divisione di fanteria, comandata dal generale Wittke, e contemporaneamente furono occupate Jalta e Balaklava con la cattura di circa 100 000 prigionieri.
A sud ovest la 50ª divisione di fanteria, comandata dal generale Karl-Adolf Hollidt, arrivò a ridosso di Sebastopoli ma le difese sovietiche della "fortezza" si dimostrarono almeno per il momento impenetrabili e la città dal 16 novembre al 16 dicembre fu pesantemente bombardata. Il 17 dicembre, preceduto da un intenso bombardamento da parte dell'VIII Corpo aereo, comandato dal generale Wolfram von Richthofen, iniziò il primo attacco contro Sebastopoli e il 23, a prezzo di gravi perdite, fu sfondata la prima linea di difesa; il 29 tuttavia, ingenti forze sovietiche sbarcarono a Feodosia e nello stretto di Kerč' riconquistandone il capoluogo, in quel momento presidiato solamente dalla 46ª Divisione che, su ordine del generale von Sponeck, ripiegò verso l'interno.
Questo inaspettato evento costrinse von Manstein a distaccare la 170ª Divisione, insieme a due brigate rumene, dall'attacco alla fortezza ed inviarle in direzione di Kerč, al fine di evitare la minaccia che in quel momento incombeva sul fianco sinistro dell'11ª Armata, riuscendo a respingere i sovietici e riconquistando Vladislavovka, ma il 31 dicembre, complici le difficili condizioni ambientali e la tenace resistenza, egli diede ordine di cessare l'attacco a Sebastopoli che sarebbe potuto riprendere solo cinque mesi dopo, durante la seconda offensiva estiva tedesca.

## La conquista di Sebastopoli
Durante l'assedio e la conquista di Sebastopoli, fu fatto uso della connone ferroviario Krupp, meglio conosciuto come Gustav Cannon